# Métro d'Ürümqi
Le métro d'Ürümqi est un réseau de transports en commun de la ville d'Ürümqi dans la province du Xinjiang en Chine. Le réseau total devrait comporter 7 lignes. La construction de la première ligne a débuté en 2014 et un premier tronçon de celle-ci a été inauguré le 25 octobre 2018.

## Chronologie
La ligne 1, dont la construction a débuté en mars 2014 et conduite par la Beijing Railway Construction & Management Co, reliera l'aéroport international d'Ürümqi Diwopu à une importante station de bus à longue distance au sud de la ville en traversant le centre. La première section entre les stations de Aéroport (国际机场) et Balou (八楼), au centre de la métropole aurait dû être inaugurée en juin 2018 et la seconde section entre Balou et Santunbei (三屯碑) en décembre 2018. La première section est finalement naugurée le 25 octobre 2018.
Les lignes 2, 3 et 4 sont en construction en octobre 2018.